# Toleranzanalyse
Die Toleranzanalyse ist eine Methode zur Beschreibung und Analyse der Wirkungen von Fertigungsfehlern in mehrstufigen Fertigungsprozessen. Das Ergebnis einer Toleranzanalyse ist ein mathematisches Modell, das den Zusammenhang zwischen den Prozessfähigkeiten einzelner Fertigungsschritte und der resultierenden Prozessfähigkeit für übergeordnete Produktmerkmale beschreibt.
Jeder Fertigungsprozess besitzt eine endliche Fertigungsgenauigkeit. Jedes gefertigte Bauteil weist deshalb kleine Abweichungen von seiner idealen Geometrie auf. Werden Bauteile mit geometrischen Abweichungen in einem mehrstufigen Fertigungsverfahren weiter verarbeitet, so addieren sich die geometrischen Fehler der Einzelteile. Werden Bauteile beispielsweise in einem Montageprozess gefügt, übertragen sich die geometrischen Fehler der Einzelteile auf den Zusammenbau. Die geometrische Qualität des Endproduktes wird durch die Qualität der Einzelteile bestimmt.
Die Geometrien der Einzelteile und die Parameter der Fertigungsprozesse müssen so toleriert werden, dass die übergeordneten Qualitätsansprüche des Kunden bezüglich Funktion und Optik erfüllt werden. Die Toleranzanalyse dient der Prognose der erzielbaren Fertigungsqualität anhand der Toleranzen der beteiligten Einzelteile und Prozesse. Der Wirkzusammenhang zwischen den relevanten Beitragsleistern und einem zu untersuchenden technischen Parameter wird auch als Toleranzkette bezeichnet. Handelt es sich um geometrische Größen, so spricht man gemäß DIN 7186 auch von Einzelmaßen und Schließmaßen. Die Toleranzkette beschreibt den Zusammenhang zwischen den Einzelmaßen und dem jeweiligen Schließmaß. 

## Arithmetische Toleranzrechnung
Die klassische arithmetische Toleranzrechnung beruht auf dem Ansatz der vollständigen Austauschbarkeit. Sie gewährleistet die Einhaltung der geforderten Toleranz für das Untersuchungsmerkmal für eine beliebige Kombination von Bauteilen. Aus dieser Vorgehensweise resultieren sehr kleine Toleranzen für die Geometrieelemente der Einzelteile und der Parameter des Fertigungsprozesses. Diese kleinen Toleranzen können nur durch den Einsatz von aufwändigen Fertigungsverfahren eingehalten werden. Aufgrund der damit verbundenen hohen Fertigungskosten wird diese Art der Toleranzrechnung für besonders funktionskritische oder sicherheitsrelevante Merkmale eingesetzt.

## Statistische Toleranzrechnung
Die exakte Ausprägung eines gefertigten Werkstücks lässt sich nicht vorhersagen. Das Verhalten einer großen Menge von gefertigten Bauteilen lässt sich jedoch statistisch beschreiben. Die statistische Toleranzrechnung liefert eine Prognose der Verteilung eines Untersuchungsmerkmals anhand der statistischen Verteilungen der Elemente der Toleranzkette. Durch die Berücksichtigung der stochastischen Verteilung der Elemente der Toleranzkette bildet die statistische Toleranzrechnung die Realität besser ab als die arithmetische Toleranzrechnung. 
Aus der Prognose der Fertigungsqualität durch die Toleranzanalyse kann die Notwendigkeit von Prozess- und Design-Optimierungsmaßnahmen abgeleitet werden. Der Optimierungsprozess wird durch das mathematische Modell der Toleranzkette unterstützt, da es die Wirkungen einzelner Toleranzen auf das Untersuchungsmerkmal quantifiziert. Nach dem Paretoprinzip sollte sich der Optimierungsprozess auf die Hauptbeitragsleister konzentrieren, d. h. die Einzeltoleranzen, die eine starke Wirkung auf die Ausprägung des Untersuchungsmerkmals haben.